# كياميكا (كيبك)
كياميكا (بالإنجليزية: Kiamika, Quebec)‏ هي بلدية محلية في كيبيك تقع في كندا في Antoine-Labelle Regional County Municipality.  يقدر عدد سكانها بـ 772 نسمة ومساحتها 362.40 كم2 .